# Quartetto per archi (Barber)
Il Quartetto op. 11 del compositore statunitense Samuel Barber è divenuto celebre grazie al secondo movimento, trascritto anche per orchestra d'archi, che oggi è forse la più conosciuta pagina del compositore.

## Descrizione
Il quartetto si apre con un Molto allegro e appassionato in forma sonata, suddivisibile in tre aree tematiche (una caratterizzata da un motivo appassionato e drammatico, una corale e un'ultima che ricerca un certo lirismo nei vari strumenti). Segue dunque il famoso Adagio che è stato definito “una estesa e lenta melodia formata da intervalli graduali, leggermente modificati nelle varie ripetizioni, appoggiata su interminabili accordi, il tutto inserito in un vigoroso climax fino alle altezze estreme degli strumenti, seguito da un recesso verso la quiete che pone fine all'espansione musicale” (Keller). Il quartetto si chiude con un breve Allegro che riprende il materiale tematico del primo movimento.